# Jevaughn Powell
Jevaughn Powell (19 de noviembre de 2000) es un deportista jamaicano que compite en atletismo, especialista en las carreras de relevos. Ganó una medalla de plata en el Campeonato Mundial de Atletismo de 2022, en la prueba de 4 × 400 m.

## Palmarés internacional
| Campeonato Mundial | Campeonato Mundial      | Campeonato Mundial | Campeonato Mundial |
| Año                | Lugar                   | Medalla            | Prueba             |
| ------------------ | ----------------------- | ------------------ | ------------------ |
| 2022               | Eugene (Estados Unidos) | Medalla de plata   | 4 × 400 m          |